# كريستوفر بيرسون (لاعب هوكي جليد)
كريستوفر بيرسون (بالسويدية: Christoffer Persson)‏ هو لاعب هوكي جليد سويدي، ولد في 4 أبريل 1985 في غوتنبرغ في السويد.

## وصلات خارجية
- كريستوفر بيرسون على موقع EliteProspects.com (الإنجليزية)
- كريستوفر بيرسون على موقع Eurohockey.com (الإنجليزية)
- كريستوفر بيرسون على موقع HockeyDB.com (الإنجليزية)